# Paul Mariner
Paul Mariner (Chorley, 22 maggio 1953 – Plymouth, 9 luglio 2021) è stato un calciatore e allenatore di calcio inglese, di ruolo attaccante.

## Carriera
Ha iniziato la sua carriera nel Plymouth Argyle per poi militare nell'Ipswich Town, nell'Arsenal e nel Portsmouth. Con le sue marcature, fu uno dei protagonisti della vittoria dei Blues in Coppa Uefa.
Conta 35 presenze e 13 reti in Nazionale A.
È morto all'età di 68 anni per un cancro al cervello.

## Palmarès
- Coppa d'Inghilterra: 1

Ipswich: 1977-1978
- Coppa UEFA: 1

Ipswich: 1980-1981